# Pappo & Amigos
Pappo & Amigos es el tercer álbum de estudio de Pappo, editado en el año 2000 por De la Buena Estrella. El "Carpo" estuvo rodeado de algunos de los más célebres músicos del rock & pop argentino. Este disco es catalogado como uno de los más icónicos del rock argentino. Fue Disco de Oro y Disco de Platino en un contexto totalmente adverso, una crisis económica argentina, piratería descontrolada y descargas ilegales en MP3.

## Detalles
Pappo & Amigos fue editado como un álbum doble, con 41 canciones regrabados que recorren la carrera musical de Pappo, desde fines de la década de 1960 con Nunca lo sabrán, la década de 1970 con Pappo's Blues y Aeroblus, y la década de 1980 con Riff, más algunas canciones más recientes.
Este Album incluye colaboraciones con La Renga, Divididos, Alejandro Medina, Ricardo Iorio, Juanse, Andrés Calamaro, Adrián Otero, Moris, Vitico, A.N.I.M.A.L., Viejas Locas, Vicentico y Antonio Birabent, entre otros; quienes acompañan a Pappo a lo largo del álbum.

Fue grabado entre diciembre de 1999 y marzo de 2000 en los estudios del Abasto al Pasto de Alvaro Villagra (Productor musical e ingeniero de grabación). Fueron muchas las sesiones de rock entre amigos, asados, pileta y asados.
El disco vendió más de 45.000 unidades dobles, y resalto esto porque era difícil que un artista nacional edite un disco doble en medio de una crisis nacional e internacional (descargas ilegales de MP3) logrando disco de oro y disco de platino. Eso demuestra la repercusión que tuvo y que tiene aún en el rock. Recuerdo que al final de grabar el disco Pappo me dijo, “Colo, es la primera vez que estoy tanto tiempo en el estudio para grabar un disco, gracias a Alvaro y a ustedes porque lo pasé genial, a puro rock … y con amigos”. Alfredo Hellrigl, CEO del sello

## Lista de temas
CD 1
1. Fiesta cervezal (con La Renga)
2. Vamos a buscar la luz (con Alejandro Medina)
3. El gato de la calle negra
4. El brujo y el tiempo (con Almafuerte)
5. Siempre es lo mismo nena
6. El sur de la ciudad (con Vicentico)
7. Pájaro metálico (con Omar Mollo)
8. Con Elvira es otra cosa (con Adrián Otero)
9. Solitario Juan (con Andrés Ciro)
10. Triple seis (con A.N.I.M.A.L.)
11. Insoluble (con Sr. Flavio)
12. Blues de Santa Fe (con Juanse)
13. Mírese adentro (con La Mississippi)
14. Abelardo el pollo
15. Tema solísimo (con Alejandro Medina)
16. Sándwiches de miga
17. Detrás de la iglesia (con Alambre González)
18. Trabajando en el ferrocarril (con Antonio Birabent)
19. Mi vieja (con Andrés Calamaro)
20. Blues local (con Viejas Locas)
21. El tren de las 16 (con Luciano Napolitano)

CD 2
1. Sucio y desprolijo (con Divididos)
2. El viejo (con La Renga)
3. Ruta 66
4. El hombre suburbano (con Viejas Locas)
5. La adivina (con Omar Mollo)
6. Algo ha cambiado (con Andrés Ciro)
7. Desconfío de la vida (con Vicentico)
8. Llegará la paz (con Almafuerte)
9. Malas compañías
10. Slide blues (con Adrián Otero)
11. Completamente nervioso (con Ricardo Iorio)
12. Caras en el parque (con Alfredo Toth)
13. Gris y amarillo (con La Mississippi)
14. Tomé demasiado (con Juanse)
15. Tren azul (con Vitico & Juan García Haymes)
16. Adónde está la libertad (con Moris)
17. Hay tiempo para elegir (con Sr. Flavio)
18. Cabeza de martillo (con A.N.I.M.A.L.)
19. Vine cruzando el mar
20. Nunca lo sabrán (con Andrés Calamaro)